# Hans Walter Bähr
Hans Walter Bähr (* 7. Juli 1915 in Hornberg; † 16. April 1995 in Tübingen) war ein deutscher Publizist. Er war der Urenkel des evangelischen Theologen Karl Bähr (1801–1874).

## Leben und Wirken
Hans Walter Bähr studierte seit 1933 an der Universität Heidelberg zunächst Rechtswissenschaft, dann Philosophie und promovierte dort 1939. Anschließend war er im Amt des Reichsstudentenführers tätig und leistete Kriegsdienst. Nach dem Zweiten Weltkrieg trat er in die Redaktion der 1946 in Heidelberg gegründeten Wissenschaftszeitschrift Universitas ein, von 1952 bis 1982 war er deren Herausgeber und initiierte auch ihre fremdsprachigen Ausgaben. 1959/60 gab er den Anstoß zur Gründung der Zeitschrift Germanistik, einem international bedeutenden bibliographischen Referatenorgan und war einige Jahre Schriftleiter.
Eine große Verbreitung fanden seine beiden Editionen Kriegsbriefe gefallener Studenten 1939–1945 (1952) und Die Stimme des Menschen. Briefe und Aufzeichnungen aus der ganzen Welt 1939–1945 (1961), von denen mehrere Auflagen erschienen. Intensiv beschäftigte sich Bähr mit dem Wirken des Philosophen und Pädagogen Eduard Spranger (1882–1963), der ab 1946 an der Universität Tübingen lehrte und mit Albert Schweitzer (1875–1965) in engem Kontakt stand. Nach dem Tod Sprangers verwaltete Bähr dessen Nachlass und war Mitherausgeber seiner Gesammelten Schriften. Er veröffentlichte zahlreiche Anthologien.
Neben seinen editorischen Arbeiten war Hans Walter Bähr Initiator und Leiter des 1966 gegründeten Instituts für wissenschaftliche Zusammenarbeit mit Entwicklungsländern mit Sitz in Tübingen. Dieses Institut stand unter der Trägerschaft des Landes Baden-Württemberg und hatte sich zur Aufgabe gemacht, durch Publikationen, Referateorgane und wissenschaftliche Tagungen die Entwicklungsländer zu fördern, vor allem durch Wissenschaftstransfer. Im Zusammenhang mit der Gründung dieses Instituts wurde Bähr 1966 von der Landesregierung Baden-Württemberg der Professorentitel verliehen.
Ein Teilnachlass von Bähr befindet sich in der Universitätsbibliothek Tübingen (Signatur: Mn 36). 
Der Wirtschaftshistoriker Johannes Bähr (geb. 1956) ist ein Sohn von Hans Walter Bähr.

## Publikationen (Auswahl)
- (als Hrsg.): Clara und Robert Schumann. Roman einer Liebe. Von ihnen selbst in Briefen und Tagebuchblättern erzählt. Heliopolis-Verlag, Tübingen 1950.
- Liebespaare. Malerei, Dichtung, Plastik. Katzmann, Tübingen 1950.
- Adel des Mannes. Malerei, Dichtung, Plastik. Katzmann, Tübingen 1950.
- (als Hrsg.): Der Retter der Welt. Christusbildnisse aus 2 Jahrtausenden. Malerei, Dichtung, Plastik. Katzmann, Tübingen 1951.
- (als Hrsg.): Kriegsbriefe gefallener Studenten 1939–1945. Wunderlich, Tübingen 1952.
- Die Mutter des Erlösers. Marienbildnisse aus zwei Jahrtausenden. Malerei, Dichtung, Plastik. Katzmann, Tübingen 1952.
- (als Hrsg.): Vincent van Gogh. Von Feuer zu Feuer. Der Lebensroman des Künstlers von ihm selbst erzählt. Piper, München 1952.
- (als Hrsg.): Wolfgang Amadeus Mozart. Das Zauberreich meines Lebens. Der Schicksalsroman des Meisters von ihm selbst erzählt. Heliopolis-Verlag, Tübingen 1952.
- (als Hrsg.): Eduard Spranger. Gedanken zur Daseinsgestaltung. Piper, München 1954.
- (als Hrsg.): Hans Christian Andersen. Als die wilden Schwäne sangen. Die schönsten Märchen mit den eigenen Scherenschnitten des Dichters. Heliopolis-Verlag, Tübingen 1955.
- (als Hrsg.): Das Leben Jesu. Bilder abendländischer Meister. Rufer-Verlag, Gütersloh 1956.
- (als Hrsg.): Wo stehen wir heute? Bertelsmann, Gütersloh 1960.
- (als Hrsg.): Die Stimme des Menschen. Briefe und Aufzeichnungen aus der ganzen Welt 1939–1945. Piper, München 1961.
- (als Hrsg.): Albert Schweitzer. Sein Denken und sein Weg. Mohr, Tübingen 1962.
- (als Hrsg.): Eduard Spranger. Sein Werk und sein Leben. Quelle & Meyer, Heidelberg 1964.
- (als Hrsg.): Naturwissenschaft heute. Bertelsmann, Gütersloh 1965.
- (als Hrsg.): Eduard Spranger. Vom pädagogischen Genius. Lebensbilder und Grundgedanken großer Erzieher. Quelle & Meyer, Heidelberg 1965.
- (als Hrsg.): Begegnung mit Albert Schweitzer. Berichte und Aufzeichnungen. Beck, München 1965.
- (als Hrsg.): Albert Schweitzer. Ehrfurcht vor dem Leben. Grundtexte aus fünf Jahrzehnten. Beck, München 1966.
- (als Hrsg.): Albert Schweitzer. Leben, Werk und Denken 1905–1965. Mitgeteilt in seinen Briefen. Lambert Schneider, Heidelberg 1986, ISBN 3-7953-0670-1.
- The Universal community of mankind. Essays 1983–1992. Institut für wissenschaftliche Zusammenarbeit, Tübingen 1996.